# Merops nubicus
Il Gruccione carminio settentrionale (Merops nubicus Gmelin, 1788) è un uccello appartenente alla famiglia Meropidae.
È diffuso in Benin, Burkina Faso, Camerun, Repubblica Centrafricana, Ciad, Repubblica Democratica del Congo, Costa d'Avorio, Eritrea, Etiopia, Gambia, Ghana, Guinea, Guinea-Bissau, Kenya, Liberia, Mali, Mauritania, Niger, Nigeria, Senegal, Sierra Leone, Somalia, Sudan, Tanzania, Togo, Uganda e in Burundi.
Questa specie, come altri gruccioni, è un uccello dalla colorazione vivace e variegata, con piumaggio che è prevalentemente di colore carminio, ad eccezione della testa e della gola blu, da una striscia nera che va dal becco agli occhi e in parte della zona del ventre e dorsale che è in tinta turchese.